# Mémoire pour un avocat
Mémoire pour un avocat  est une longue nouvelle de l’écrivain français Octave Mirbeau. D’abord publiée en feuilleton dans Le Journal, du 30 septembre au 18 novembre 1894, elle a été ensuite recueillie, après la mort de l’écrivain, dans La Pipe de cidre (1919), puis dans  les Contes cruels en 1990. Nouvelle publication, en volume séparé, en 2006, aux Éditions du Boucher, puis en 2012, chez Flammarion.   

## Asservissement conjugal
Mémoire pour un avocat est le récit d'un asservissement conjugal, rédigé à une époque où Octave Mirbeau traverse une grave crise, existentielle, littéraire et conjugale. Il a l’impression douloureuse de gâcher sa vie et son talent aux côtés de sa femme, l’ancienne actrice Alice Regnault, qui est visiblement incapable de le comprendre et risque de le fâcher avec ses meilleurs amis. Comme de son côté il est impuissant à rompre le lien qui l’attache à cette femme, qu’il a épousée sept ans plus tôt en guise de pied de nez à la « bonne société » qu’il vomit, il se venge d’elle par la plume, en même temps que sa confession, transposée littérairement, lui sert d’exutoire et de thérapie, comme son roman Sébastien Roch quatre ans plus tôt.
Le narrateur de sa nouvelle, qui se présente sous la forme d’une lettre adressée à son avocat, s’est marié par amour. Mais il a eu tôt fait de perdre ses illusions sur sa femme, qu’il s’est mis à détester. Devenu son esclave, humilié et frustré, il est incapable de secouer son joug et sa seule consolation vengeresse est de la mépriser.   
Au-delà de l’aveu qu’on peut y lire de sa propre faiblesse face à Alice Regnault, Mirbeau témoigne du profond et décourageant pessimisme que lui inspirent la société et la nature humaine. Et il s’attaque à deux fléaux qu’il n’a cessé de dénoncer par ailleurs : d’une part, le dangereux mythe de “l’amour”, source d’aveuglement, de lâchetés, de désillusions et de souffrances ; et, d’autre part, le mariage monogamique contre nature, où les individus sont sacrifiés sur l’autel bourgeois de la transmission du patrimoine.